# Дјуранд (Илиноис)
Дјуранд (енгл. Durand) град је у америчкој савезној држави Илиноис.

## Демографија
По попису из 2010. године број становника је 1.443, што је 362 (33,5%) становника више него 2000. године.
| Група             | 2000.         | 2010.         |
| Белци             | 1.047 (96,9%) | 1.372 (95,1%) |
| Афроамериканци    | 6 (0,6%)      | 4 (0,3%)      |
| Азијати           | 0 (0,0%)      | 10 (0,7%)     |
| Хиспаноамериканци | 11 (1,0%)     | 35 (2,4%)     |
| Укупно            | 1.081         | 1.443         |